# 罗伊·莫克塞姆
罗伊·莫克塞姆（英語：Roy Moxham）是一位英国作家，关注一些鲜为人知的历史，主要作品有《神行者》（The Freelander，1990年）、《印度长篱障》（The Great Hedge of India，2001年）、《茶：嗜好、开拓与帝国》（Tea: Addiction, Exploitation, and Empire，2003年）等。